# The Mexican Revolutionist
The Mexican Revolutionist è un cortometraggio del 1912 diretto da George Melford. Gli interpreti sono Carlyle Blackwell e Alice Joyce.

## Trama
Trama e critica del film su Staford.edu

## Produzione
Prodotto dalla Kalem Company.

## Distribuzione
Distribuito dalla General Film Company, il film - un cortometraggio di una bobina - uscì nelle sale statunitensi il 24 aprile 1912. Copia della pellicola viene conservata negli archivi della Stanford University.